# Polycyrtus bicarinatus
Polycyrtus bicarinatus là một loài tò vò trong họ Ichneumonidae.